# Astrid Grarup Elbo
Astrid Grarup Elbo (født 15. februar 1994 i Aalborg) er en dansk balletdanserinde.
Hendes første rolle var i Et Folkesagn i Margrethe 2.'s kostumer i 2001. Efterfølgende har hun haft roller i En skærsommernatsdrøm (2010), Nøddeknækkeren (2011), Kameliadamen (2012), Den gyldne hane (2012), Svanesøen (2014) og Napoli (2018).
I 2018 blev hun udnævnt som solist ved Den Kongelige Ballet, og i 2023 som solodanser sammesteds.
Desuden har hun haft roller i Birgitte Stærmoses spillefilm Darling fra 2017 som Polly samt i DR's julekalender Julefeber fra 2020 som sylfidedanser.